# Вулиця Юрія Тарасенка
Вулиця Ю́рія Тара́сенка — вулиця в Черкасах.

## Розташування
Починається від вулиці Нечуя-Левицького і простягається на південний схід до вулиці Різдвяної.

## Опис
Вулиця вузька, асфальтована.

## Походження назви
Вулиця утворена 1961 року і названа на честь російського адмірала Павла Нахімова. У лютому 2018 року була перейменована на честь загиблого у війні на сході України земляка Юрія Тарасенка.

## Будівлі
Вулиця цілком забудована приватними будинками.